# Thomas Blanchard
Pour les articles homonymes, voir Blanchard.
Thomas Blanchard est un acteur français né le 16 juillet 1980.

## Biographie
Thomas Blanchard a étudié au Conservatoire national supérieur d'art dramatique. Il a été formé par Jacques Lassalle et Daniel Mesguich.
Il travaille sous la direction de Phillippe Adrien, Jacques Lassalle, Jacques Weber, Christophe Rauck, Jean-Louis Benoît…
Pensionnaire de la Comédie Française de juin 2006 au juin 2007, Marcel Bozonnet le dirige dans Tartuffe de Molière, Muriel Mayette dans Retour au désert, de Bernard-Marie Koltès, Jacques Lassalle dans Il Campielo de Carlo Goldoni.
Au cinéma, il tourne avec Noémie Lvovsky dans La vie ne me fait pas peur, Bertrand Bonello dans Le Pornographe, François Armanet dans La Bande du Drugstore, Alain Guiraudie dans Pas de repos pour les braves, Yves Angelo dans Les Âmes Grises, Solveig Anspach dans Queen of Montreuil et Lulu femme nue et Sébastien Betbeder dans 2 Automnes 3 Hivers.
Il est à l’affiche de Préjudice, film d’Antoine Cuypers, aux côtés de Nathalie Baye et Arno.
Il met en scène La Cabale des dévots de Mikhaïl Boulgakov à la MC93 et Jeanne d’Arc de Nathalie Quintane au Point Éphémère. Il présente un duo avec Dimitri Doré, La Terre entière sera ton ennemie au Quartz à Brest.
A la télévision il a travaillé notamment avec Claude Chabrol dans Le Fauteuil Hanté.

## Filmographie
Sauf indication contraire, les informations mentionnées dans cette section peuvent être confirmées par la base de données cinématographiques IMDb,  présente dans la section « Liens externes ».

### Cinéma

#### Longs métrages
- 2000 : Bon plan de Jérôme Lévy
- 2001 : Le Pornographe de Bertrand Bonello
- 2002 : La Bande du drugstore de François Armanet
- 2003 : Pas de repos pour les braves d'Alain Guiraudie : Igor
- 2005 : Les Âmes grises d'Yves Angelo
- 2006 : Les Amitiés maléfiques d'Emmanuel Bourdieu
- 2010 : Memory Lane de Mikhaël Hers
- 2012 : Ce qu'il restera de nous de Vincent Macaigne
- 2012 : Cornouaille d'Anne Le Ny : Antoine
- 2012 : Drift away de Daniel Sicard
- 2013 : Queen of Montreuil de Sólveig Anspach : l'homme en robe
- 2013 : Lulu femme nue de Sólveig Anspach : un réceptionniste
- 2013 : Deux automnes trois hivers de Sébastien Betbeder : Jan
- 2015 : Préjudice d'Antoine Cuypers : Cédric
- 2015 : Caprice d'Emmanuel Mouret
- 2015 : La terre penche de Christelle Lheureux : Thomas
- 2016 : Le Voyage au Groenland de Sébastien Betbeder : Thomas
- 2017 : Drôle de père d'Amélie van Elmbt : Antoine
- 2019 : Le Daim de Quentin Dupieux : mec au blouson
- 2020 : Mandibules de Quentin Dupieux : gendarme #2

#### Courts métrages
- 2014 : Inupiluk de Sébastien Betbeder : Thomas
- 2014 : Madeleine et les deux Apaches de Christelle Lheureux : Thomas
- 2015 : Le Film que nous tournerons au Groenland de Sébastien Betbeder : Thomas
- 2018 : Air comprimé d'Antoine Giorgini : Vincent, professeur de mathématiques
- 2019 : Shooters d'Antoine Giorgini : Vincent, professeur de mathématiques
- 2020 : Hugo : 18H30 de James MacIver et Simon Helloco : le médecin

### Télévision

#### Téléfilms
- 2010 : Contes et nouvelles du XIXe siècle : Le Fauteuil hanté de Claude Chabrol
- 2011 : La Bonté des femmes de Marc Dugain et Yves Angelo

### Réalisateur
- 2016 : Les nouvelles folies françaises

## Théâtre
- 2000 : La Vie de Galilée de Bertolt Brecht, mise en scène Jacques Lassalle, Théâtre national de la Colline, Théâtre de la Croix-Rousse
- 2007 : Le Retour au désert de Bernard-Marie Koltès, mise en scène Muriel Mayette, Comédie-Française
- 2007 : Les Provinciales. Une querelle d'après Blaise Pascal, mise en scène Bruno Bayen, Théâtre Vidy-Lausanne
- 2008 : Les Provinciales. Une querelle d'après Blaise Pascal, mise en scène Bruno Bayen, Théâtre national de Chaillot
- 2010 : Chroniques du bord de scène, saison 3 : USA, d'après John Dos Passos, mise en scène Nicolas Bigards, théâtre MC93 Bobigny
- 2011 : Bérénice de Jean Racine, mise en scène de Laurent Brethome, Nouveau théâtre d'Angers (CDN)
- 2012 : Courteline, amour noir : La Peur des coups, La Paix chez soi, Les Boulingrin de Georges Courteline, mise en scène Jean-Louis Benoît, La Criée, Théâtre de la Manufacture, Théâtre national de Nice, Théâtre de Sartrouville et des Yvelines, Théâtre de la Commune, Nouveau théâtre d'Angers, Théâtre des Célestins, Théâtre de Lorient, tournée
- 2021 : La Seconde Surprise de l'amour de Marivaux, mise en scène Alain Françon, Théâtre du Nord, Théâtre Montansier, tournée
- 2024 : Josiane de Pierre Guillois, mise en scène de l'auteur, La Pépinière-Théâtre
- 2024 : Together, de Dennis Kelly, mise en scène Mélanie Leray, duo avec Emmanuelle Bercot, Théâtre de l'Atelier Montmartre

## Distinctions

### Récompense
- Deutscher Kritikerpreis 2016 : Meilleur acteur pour Préjudice

### Nomination
- Molières 2022 : Molière du comédien dans un second rôle pour La Seconde Surprise de l’amour